# Judith Anderson
Pour les articles homonymes, voir Anderson.
Judith Anderson, née Frances Margaret Anderson le 10 février 1897 à Adélaïde (Australie) et morte le 3 janvier 1992 à Santa Barbara en Californie, est une actrice de théâtre et de cinéma australienne. Elle est connue pour le rôle de la gouvernante Mrs Danvers dans Rebecca d'Alfred Hitchcock.

## Biographie

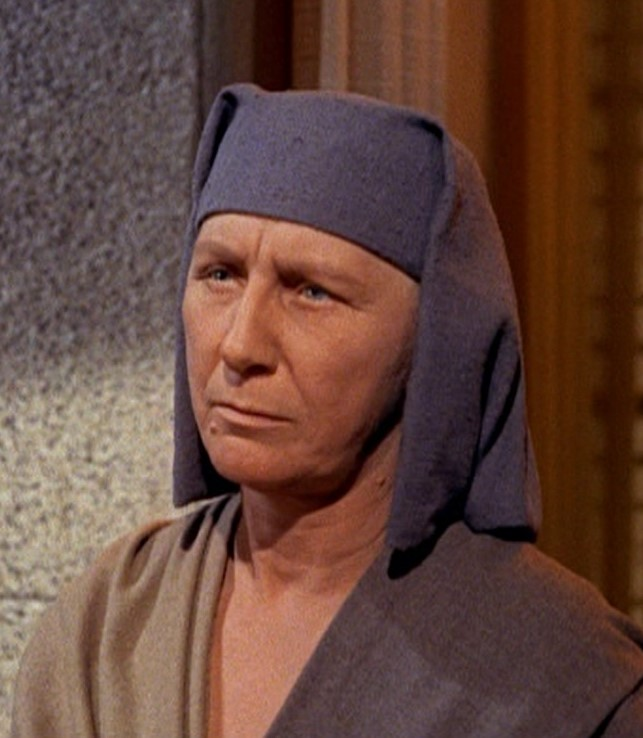
Judith Anderson dans Les Dix Commandements (1956).

Judith Anderson débute au théâtre de Sydney en 1915 sous le nom de Francee Anderson. Elle décide de tenter sa chance en Amérique, part en Californie, puis à New York, en 1922 lorsqu'elle débute à Broadway sous le pseudonyme de Frances Anderson. L'année suivante elle adopte définitivement le prénom Judith. Elle connaît son premier grand succès sur scène dans la pièce Cobra aux côtés de Louis Calhern. En 1927 elle se produit en Australie où on la remarque dans trois pièces : Tea for Three, The Green Hat et Cobra.
À partir des années 1930 et jusqu'aux années 1950, elle est reconnue à Broadway comme une grande tragédienne, principalement dans Shakespeare et dans des productions de Luigi Pirandello, Eugene O'Neill, John Gielgud.
Elle est applaudie à Londres en 1937 où elle incarne Lady Macbeth dans une production de Michel Saint-Denis face à Laurence Olivier. Elle reprend le rôle en 1941 à New York aux côtés de Maurice Evans dans une adaptation de Margaret Webster. En 1943, elle est acclamée pour son rôle d'Olga dans Les Trois Sœurs de Tchekhov qui réunit entre autres Ruth Gordon, Edmund Gwenn et Kirk Douglas. La pièce est un immense succès et fait la une de Time. En 1947, elle triomphe dans Médée d'Euripide, produit par John Gielgud, qui interprète aussi le rôle de Jason.
Bien que son univers reste avant tout celui du théâtre, le cinéma s'intéresse à elle. Hitchcock lui offre le rôle de la sinistre gouvernante, Mrs Danvers dans Rebecca en 1940 ; ce rôle morbide lui vaut une nomination aux Oscars pour le meilleur second rôle. Cette composition inaugure une longue série pour le cinéma de personnages tourmentés oscillant entre folie et crime. C'est la tante rivale de Gene Tierney dans  Laura d'Otto Preminger (1944), la mère coupable de La Vallée de la peur de Raoul Walsh en 1947 et des Furies  (The Furies) d'Anthony Mann en 1950, l'Hérodiade dans Salomé de William Dieterle en 1953.
Au cours des années 1980, au terme d'une brillante carrière, elle tient son ultime rôle pour la télévision et incarne l'une des vedettes de la série Santa Barbara dans le rôle de Minx Lockridge de 1984 à 1987.

## Distinctions
Judith Anderson a été anoblie par la reine Élisabeth II en 1960 et a reçu le titre de Dame.

## Filmographie sélective
- 1933 : La Boule rouge (Blood Money) de Rowland Brown
- 1940 : Rebecca d'Alfred Hitchcock : Mrs Danvers, la gouvernante
- 1941 : Échec à la Gestapo (All Through the Night) de Vincent Sherman : Madame
- 1941 : Lady Scarface de Frank Woodruff : Slade
- 1941 : Free and Easy de George Sidney : Lady Joan Culver
- 1942 : Crimes sans châtiment (Kings Row) de Sam Wood : Mrs. Harriet Gordon
- 1943 : L'Ange des ténèbres (Edge of Darkness) de Lewis Milestone : Gerd Bjarnesen
- 1944 :  Laura d'Otto Preminger : Ann Treadwell
- 1945 : Dix Petits Indiens de René Clair : Emily Brent
- 1946 : Le Journal d'une femme de chambre (The Diary of a Chambermaid) de Jean Renoir : madame Lanlaire

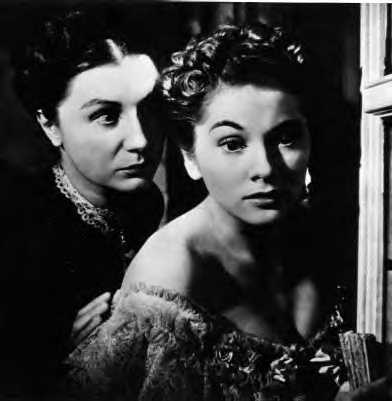
Judith Anderson (à gauche) et Joan Fontaine (à droite) dans Rebecca (1940).

- Judith Anderson (à gauche) et Joan Fontaine (à droite) dans Rebecca (1940).1946 : L'Emprise du crime (The Strange Love of Martha Ivers) de Lewis Milestone : Mrs. Ivers
- 1947 : La Vallée de la peur (Pursued) de Raoul Walsh : Medora Callum
- 1947 : La Maison rouge de Delmer Daves : Ellen Morgan
- 1947 : Taïkoun (Tycoon) de Richard Wallace : Miss Ellen Braithwaite
- 1950 : Les Furies (The Furies) d'Anthony Mann : Flo Burnett
- 1953 : Salomé de William Dieterle : Hérodiade
- 1956 : Les Dix Commandements (The Ten Commandments), de Cecil B. DeMille : Memnet
- 1958 : La Chatte sur un toit brûlant (Cat on a Hot Tin Roof) de Richard Brooks : Big Mama
- 1959 : The Moon and Sixpence de Robert Mulligan (téléfilm) : Tiare
- 1960 : Cendrillon aux grands pieds (Cinderfella) de Frank Tashlin : La belle-mère
- 1960 : Macbeth de George Schaefer (TV) : Lady Macbeth
- 1970 : Un homme nommé cheval (A Man Called Horse), d'Elliot Silverstein : Buffalo Cow Head
- 1974 : The Underground Man de Paul Wendkos
- 1984 : Star Trek 3 : À la recherche de Spock de Leonard Nimoy : la grande prêtresse T'Lar